# Örvény-patak
Az Örvény-patak vagy Dóna-völgyi-patak Bátortól délnyugati irányban, a Bükk-vidéken ered mintegy 270 méteres tengerszint feletti magasságban.
Az Örvény-patak mintegy 50 méteres szintcsökkenés után éri el a Laskó-patakot Egerbakta településtől északra.

## Part menti települések
A patak partjai mentén fekvő településeken több, mint 1700 fő él.
- Bátor
- Egerbakta